# Magdalenenkapelle (Burgdorf)

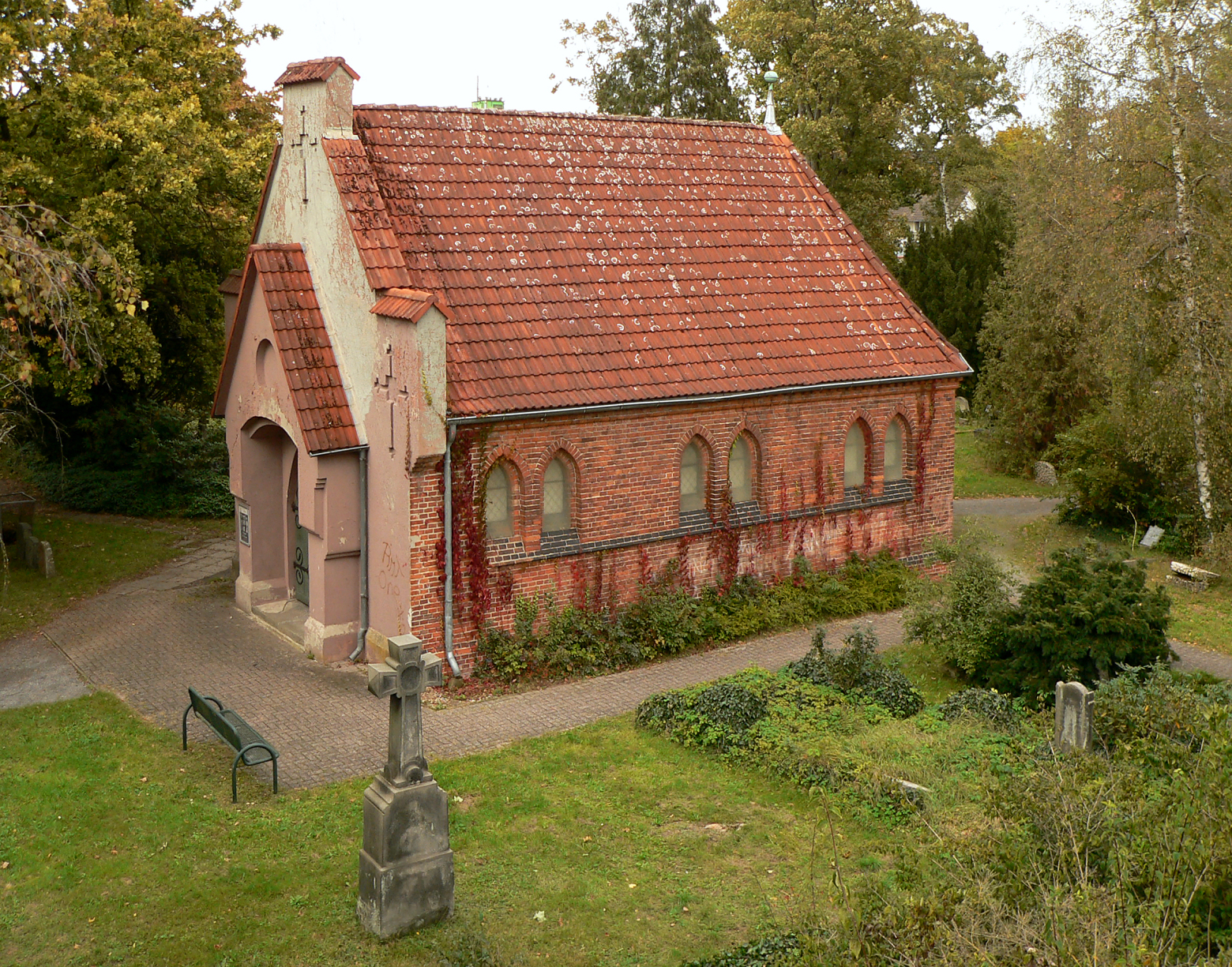
Magdalenenkapelle

Die Magdalenenkapelle ist eine 1868 erbaute und denkmalgeschützte Friedhofskapelle in Burgdorf in Niedersachsen. Sie steht auf dem Magdalenenfriedhof und diente bis zur Auflassung des Friedhofs 1940 als Trauerhalle. Heute wird sie für Kunstausstellungen genutzt.
Die Kapelle ist ein schlichter Backsteinbau mit Satteldach im neugotischen Stil. Sie verfügt über Spitzbogenfenster und einen verputzten Westgiebel mit einem Portal in einer flachen Vorhalle.
Vorgängerbau war die 1583 erbaute Gräfin Magdalenenkapelle. Sie befand sich nicht an der Stelle der heutigen Kapelle, sondern weiter östlich in Richtung Ortszentrum. Gräfin Magdalene von Bentheim-Steinfurt (1540–1586), eine Tochter von Ernst dem Bekenner, die das Schloss Burgdorf als Wittum hatte, stiftete den Bau für den 1584 eingeweihten Burgdorfer Friedhof als Friedhofskapelle. Die Kapelle wurde 1815 wegen Baufälligkeit abgerissen. Erst 1868 kam es zum Neubau der heutigen Magdalenenkapelle.